# Знакомьтесь, Джо Блэк
«Знако́мьтесь, Джо Блэк» (англ. Meet Joe Black) — американский фильм 1998 года, мистическая драма о жизни и смерти с участием Брэда Питта, Энтони Хопкинса и Клэр Форлани.
Сценарий фильма был создан по пьесе Альберто Каселлы «Смерть берёт выходной». Картина представляет собой ремейк фильма 1934 года «Смерть берёт выходной» («Death Takes a Holiday»), первоначально переделанного и выпущенного под тем же названием в 1971 году.
Слоганы картины:
- «He’s Expecting You» (с англ. — «Он ждёт тебя»)
- «Meet Joe Black: Sooner or Later Everyone Does…» (с англ. — «Знакомьтесь, Джо Блэк: Рано или поздно всем придётся познакомиться…»)

## Сюжет
История об Ангеле Смерти, который решает взять отпуск от своих обычных обязанностей, чтобы побыть среди людей. Для этих целей он вселяется в тело трагически погибшего молодого человека (Брэд Питт), который ранее знакомится в кафе со Сьюзен (Клэр Форлани), дочерью медиамагната Уильяма Перриша (Энтони Хопкинс). Он появляется дома у Перриша в канун 65-летнего юбилея магната.
Смерть заключает с Перришем сделку: Уильям станет его проводником в мире людей, а кончина Перриша будет отложена. Магнат представляет Смерть своей семье и близким как Джо Блэка, но толком не объясняет, кто это. Присутствующая на ужине Сьюзен удивлена и одновременно обрадована встречей с тем самым молодым человеком, с которым она познакомилась в кафе и который ей очень понравился. Джо Блэк неумело, но с энтузиазмом погружается в мир вещей, вкусной еды и людских отношений. Оказавшись в теле человека, Ангел Смерти начинает чувствовать то, чего в своём истинном воплощении почувствовать не способен, — он влюбляется в Сьюзен. Она отвечает ему взаимностью, хотя и удивлена кардинальным изменением его поведения. Увидев открытое проявление их чувств, Перриш начинает нервничать.
Джо везде сопровождает Перриша, в том числе и на собрании директоров, где планируется недружественное слияние компании магната с конкурентами. Перриш категорически против слияния. Один из членов совета директоров, Дрю, хочет провернуть сделку за спиной Перриша. Организовав собрание директоров, Дрю обвиняет Перриша в том, что тот не в состоянии управлять компанией. Перриш не может объяснить подчинённым, что же с ним рядом делает Джо и, пользуясь этой слабостью, Дрю вынуждает его принять решение об отставке и согласиться со слиянием.
Наступает день празднования юбилея, который проводится с большой помпой. Вскоре Джо сообщает магнату, что влюбился в его дочь и решил забрать её с собой. Перришу удаётся убедить Смерть этого не делать, но взамен тот переносит срок исполнения сделки на окончание юбилейного торжества. Джо находит Сьюзен среди гостей и сообщает ей, что сразу после праздника он должен навсегда уехать, и почти признаётся в том, кто он есть.
Перед юбилеем зять Перриша, Куинс, признаётся тестю, что непреднамеренно предал его, дав Дрю необходимую информацию для отставки Перриша. Джо неожиданно предлагает Перришу разделаться с Дрю и обещает для этого отсрочить смерть магната. Во время встречи Джо представляется секретным агентом налоговой службы и угрожает Дрю, что сделка содержит состав преступления, и тот может оказаться за решёткой. Дрю под давлением угроз отзывает назад своё требование об отстранении Перриша с поста главы компании.
Торжества заканчиваются праздничным салютом. Юбиляр прощается с гостями и с дочерью. Вместе с Джо они идут по лестнице, ведущей в глубь парка, и скрываются из виду, но через некоторое время навстречу отправившейся за ними встревоженной Сьюзен выходит один Джо. Он сообщает, что после встречи в кафе ничего не помнит. По его поведению Сьюзен догадывается, что перед ней тот самый парень из кафе, который ей так понравился, но с грустью понимает, что того Джо, которого она узнала совсем недавно, уже никогда не будет.

## В ролях
| Актёр             | Роль                                 |
| ----------------- | ------------------------------------ |
| Брэд Питт         | Джо Блэк / молодой человек в кофейне |
| Энтони Хопкинс    | Уильям Перриш                        |
| Клэр Форлани      | Сьюзен Перриш                        |
| Джейк Уэбер       | Дрю                                  |
| Марсия Гэй Харден | Элисон Перриш                        |
| Джеффри Тэмбор    | Куинс                                |

## Саундтрек
Трек-лист:
1. Yes
2. Everywhere Freesia
3. Walkaway
4. Meet Joe Black
5. Peanut Butter Man
6. Whisper Of A Thrill
7. Cheek To Cheek в исполнении Chris Boardman
8. Cold Lamb Sandwich
9. Fifth Ave.
10. A Frequent Thing
11. Death And Taxes
12. Served Its Purpose
13. Sorry For Nothing
14. Mr. Bad News
15. Let’s Face The Music And Dance в исполнении Chris Boardman
16. The Question
17. Someone Else
18. What A Wonderful World в исполнении Chris Boardman
19. That Next Place
20. Somewhere Over The Rainbow/What A Wonderful World в исполнении Израель Камакавиво'оле

Дата выпуска: 20 марта 1998

## Съёмки
Съёмки фильма проходили с 11 июня по 12 ноября 1997 года в Нью-Йорке, городе Уорик (штат Род-Айленд) и в городе Тинек (штат Нью-Джерси).
Основная часть фильма была снята в Нью-Йорке, в госпитале на Пятой Авеню и в Бруклине, штат Нью-Йорк.
Поместье Уильяма Перриша в первых и заключительных частях — это здание Aldrich Mansion с видом на залив Наррагансетт в Уорике, Род-Айленд.

## Критика
Фильм получил смешанные отзывы кинокритиков. На Rotten Tomatoes рейтинг свежести составляет 45 % на основе 49 рецензий. На Metacritic у фильма 43 балла из 100 на основе 24 рецензий.
Роджер Эберт поставил 3 звезды из 4, но ему не понравились второстепенные сюжетные линии и чрезмерно затянутый финал. Он пришёл к выводу, что, несмотря на недостатки, «в этом фильме много хорошего». Питер Трэверс из Rolling Stone написал, что большинство персонажей были «одномерными». Трэверс высказал мнение, что Пэрриш в исполнении Хопкинса был «единственным полностью реализованным персонажем в фильме». Мик ЛаСалль из San Francisco Chronicle писал, что «игра Хопкинса настолько эмоциональна, что самые крошечные моменты звучат со сложностями мыслей и чувств».
Фильм был номинирован на Золотую малину в категории «худший ремейк или сиквел».